# Ave Maria (Mozart)
Pour les articles homonymes, voir Ave Maria.
L'Ave Maria (également connu sous le nom de Canon de Bernried), K. 554, est un canon en fa majeur pour quatre voix a cappella de Wolfgang Amadeus Mozart. Mozart a inclus cette œuvre dans son catalogue thématique le 2 septembre 1788. Elle est la seconde d'une série de dix canons.

## Origine du surnom
Ce canon a été connu durant longtemps comme le Canon de Bernried. Cela est dû à la croyance (aujourd'hui totalement démentie) que Mozart avait écrit cette pièce dans l'album du Monastère de Bernried (Starnberg), qu'il aurait visité durant son séjour à Munich entre 1780 et 1781. En 1813, on a placé sur le mur extérieur du monastère une plaque en pierre avec le canon gravé dessus.
L'autographe, supposé découpé dans l'album des moines de Bernried et finalement en possession du prince de Fürstenberg, contient en fait non seulement le canon KV 554, mais aussi les canons KV 555 et KV 558. L'histoire sur l'origine de ce canon a été rejetée. En effet, il n'existe pas de documents fournissant des indices d'une visite de Mozart à Bernried. De plus, on a observé que le graveur qui a inscrit le canon sur la pierre, a pris comme modèle non le manuscrit original, mais l'édition de la pièce faite par Simrock.

## Musique
Le canon est écrit à  et dans la tonalité de fa majeur. Le thème est exposé sur vingt-quatre mesures. Les voix entrent chaque six mesures. Le canon est indiqué Andante. L'interprétation dure environ 2 min 30 s.
Thème:

## Texte
Le canon utilise les paroles de l'« Ave Maria » (en latin, Dieu vous salue Marie).

## Œuvres en relation
Les autres canons que Mozart a aussi notés dans son catalogue thématique du 2 septembre 1788 sont :
- Alleluia (KV 553), également d'inspiration religieuse ;
- Caro bell' idol mio (KV 562), d'inspiration amoureuse ;
- Difficile lectu mihi Mars (KV 559), O du eselhafter Peierl (KV 560a) et Bona nox (KV 561).

Les quatre derniers utilisent un langage obscène et marqué par un humour scatologique.